# Fisklöstjärnarna
Fisklöstjärnarna är en sjö i Orsa kommun i Dalarna och ingår i Dalälvens huvudavrinningsområde. Sjön har en area på 0,0675 kvadratkilometer och ligger 563,4 meter över havet.

## Delavrinningsområde
Fisklöstjärnarna ingår i det delavrinningsområde (680014-145144) som SMHI kallar för Inloppet i Stordammen. Medelhöjden är 416 meter över havet och ytan är 38,67 kvadratkilometer. Räknas de 4 avrinningsområdena uppströms in blir den ackumulerade arean 53,8 kvadratkilometer. Tenningån som avvattnar avrinningsområdet har biflödesordning 3, vilket innebär att vattnet flödar genom totalt 3 vattendrag innan det når havet efter 373 kilometer. Avrinningsområdet består mestadels av skog (78 procent) och sankmarker (15 procent). Avrinningsområdet har 0,06 kvadratkilometer vattenytor vilket ger det en sjöprocent på 0,1 procent.